# Thomas Tien Ken-sin
Thomas Tien Ken-sin, SVD (xinès: 田耕莘; pinyin: Tián Gēngxīn; 24 d'octubre de 1890 - 24 de juliol de 1967) va ser un cardenal xinès de l'Església Catòlica i president de la Universitat Catòlica de Fu Jen. Va ser arquebisbe de Pequín des de 1946 fins a la seva mort, i va ser elevat a cardenalat el 1946 pel papa Pius XII.

## Biografia
Thomas Tien Ken-sin va néixer a Chantsui, Yanggu, (província de Shantung) de Kilian Tien Ken-sin i la seva dona Maria Yang. Batejat el 1901, va estudiar al seminari de Yenchowfu abans de ser ordenat al sacerdoci pel bisbe Augustin Henninghaus el 9 de juny de 1918. Després, Tien va fer treball pastoral a la Missió de Yangku fins al 1939. Va entrar a la Societat de la Divina Paraula el 8 de març de 1929 als Països Baixos, fent els seus primers vots el 2 de febrer de 1931 i els darrers el 7 de març de 1935. Va ser elevat a Prefecte Apostòlic de Yangku el 2 de febrer de 1934.
L'11 de juliol de 1939, Tien va ser nomenat vicari apostòlic de Yangku i bisbe titular de Ruspe. Va rebre la seva consagració episcopal el 29 d'octubre següent del mateix Papa Pius XII, amb els arquebisbes Celso Constantini i Henri Streicher, MAfr, servint com a co-consagradors . Més tard, Tien va ser nomenat vicari apostòlic de Qingdao el 10 de novembre de 1942.
Va ser elevat cardenal prevere de Santa Maria in Via pel papa Pius XII en el consistori del 18 de febrer de 1946. Tien, el primer cardenal de la Xina, va ser nomenat llavors, l'11 d'abril d'aquell mateix any, primer arquebisbe de Pequín a la Xina posterior a la dinastia Yuan. El 1951 va ser exiliat de la Xina pel règim comunista, i va passar aquest temps a Illinois, als Estats Units, on va arribar aquell any per al tractament d'una malaltia cardíaca.
Va ser un dels cardenals electors que va participar en el conclave papal de 1958 que va escollir el papa Joan XXIII, i va ser administrador apostòlic de Taipei del 16 de desembre de 1959 a 1966. De 1962 a 1965, va assistir al Concili Vaticà II i va votar en el conclave papal de 1963, que va triar el papa Pau VI.
Tien va morir a Taipei el 24 de juliol de 1967, als 76 anys. Està enterrat a la catedral metropolitana d'aquesta mateixa ciutat.

## Influència
- Va promoure molt la devoció a la Mare de Déu de la Xina.[3]
- Tien va ser el primer cardenal també de la Societat de la Paraula Divina.
- La Santa Seu no ha reconegut cap dels successors de Tien aprovats per l'APC com a arquebisbe de Pequín, tot i que en la seva carta de 2007 als fidels a la Xina, el papa Benet XVI va expressar la seva obertura al diàleg amb els "bisbes" designats per l'APC.